# キャロライン・マルルーニー
キャロライン・アン・マルルーニー・ラファム（英語: Caroline Mulroney、1974年6月11日 - ）は、カナダの弁護士、女性政治家。オンタリオ州議会議員。

## 来歴
モントリオールで後にカナダの首相になるブライアン・マルルーニーの娘として生まれた。幼少期から英語、フランス、セルビア語を用いて言葉を交わしていた。10歳の時に父・ブライアンが首相となり、キャロラインのもとにも騎馬警官が付いていた。キャロラインがショッピングモールに行った際には後を付けてきており、キャロライン曰く「その性で、高校時代はあまりデートをしなかったと思うけど、父は彼らが好きだった」と述べている。
ハーバード大学教養学部では政治学を専攻し、ケネディ行政大学院でも学んでいた。ハーバード大学教養学部を優秀な成績で卒業し、ニューヨーク大学ロー・スクールで公法を学び、法務博士を修得した。
ベアー・スターンズで金融アナリストとして働いた後に弁護士となる。
2018年1月25日にオンタリオ進歩保守党党首のパトリック・ブラウンが性加害疑惑で辞任し、キャロラインはその後継者に挙げられていた。
2018年6月にオンタリオ州議会議員に選出された。オンタリオ州首相のダグ・フォードはキャロラインをオンタリオ州司法長官兼フランス語圏担当大臣に任命した。
2019年6月20日にオンタリオ州運輸大臣に就任。
2023年9月5日にオンタリオ州財務委員会議長に就任。